# Benifallet
Benifallet è un comune spagnolo di 848 abitanti situato nella comunità autonoma della Catalogna.

## Geografia fisica
La cittadina sorge sulle rive del fiume Ebro, ai piedi del Cardo Massif. È molto conosciuta fra gli amanti del kayak, che fanno dei percorsi con questa imbarcazione sportiva sull'Ebro.